# Резня в баре «Рэмбл Инн»
Резня в баре «Рэмбл Инн» (англ. Ramble Inn attack) — массовое убийство, совершённое в баре-ресторане «Рэмбл Инн» 2 июля 1976 года в пригороде города Антрим. Трое членов Ольстерских добровольческих сил, по официальной версии, открыли огонь по посетителям бара. Это привело к гибели пяти протестантов и одного католика (ещё трое посетителей бара были ранены).

## Предыстория
В феврале 1975 года между Ирландской Республиканской Армией и Правительством Великобритании было заключено перемирие, которое продолжалось в течение года. Однако вместе с тем кровопролитие в Северной Ирландии не прекратилось: начались межрелигиозные перестрелки между католиками и протестантами, которые переросли фактически в гражданскую войну. Ольстерские лоялисты боялись, что британское правительство может в любой момент заставить их признать Северную Ирландию частью Республики Ирландия, что вынудило их начать террор против католиков. Боевики ИРА отвечали тем же, считая, что перемирие будет шатким, а разрешить конфликт можно будет только путём военного вмешательства и доведения войны до победоносного конца, однако это снизило их общий уровень дисциплины. Перестрелки не прекратились и после окончания перемирия — 5 июня 1976 трое католиков и двое протестантов были убиты в баре «Хлорэйн» ольстерскими боевиками: это был акт мести за совершённые в тот же день убийства двух протестантов в другом баре. 25 июня произошла перестрелка в протестантском баре в Темплпатрике (графство Антрим), в ходе которой погибли трое протестантов. Ответственность на себя взяли «Республиканские силы реагирования» (одно из названий, под которым маскировалась ИРА).

## Атака
Бар-ресторан «Рэмбл Инн» располагается на автотрассе A26, соединяющей города Антрим и Бэллимена, около деревни Келлс. Несмотря на то, что этот район был протестантским и посещали паб протестанты, владельцами были католики. Ночью в пятницу, 2 июля 1976 около паба остановился угнанный автомобиль, в котором находились три человека из Ольстерских добровольческих сил — машину они угнали близ леса Тардри, связав двух людей, которые были хозяевами этой машины, и бросив их в лесу. Примерно в 11 часов вечера двое человек в масках, одетые в костюмы сварщиков вошли в паб и открыли стрельбу, ранив девять человек. Трое были мгновенно убиты на танцполе, ещё трое умерли чуть позже
Погибшими были 20-летний католик Оливер Вулахан (он отмечал свой день рождения) и ещё пятеро протестантов: 75-летний Фрэнк Скотт, 40-летний Эрнест Мур, 35-летний Джеймс Маккалион, 27-летний Джозеф Эллис и 50-летний Джеймс Фрэнси. Эллис был госпитализирован в больницу, но от ранений умер 7 июля, а Фрэнси скончался спустя неделю после Эллиса. Погибшие Скотт и Мур жили на Кривери-Террэйс (Антрим), Фрэнси жил на Лисневена-Роуд в городе, Маккалион и Эллис были из Каллибэки, а Вулахан жил на Олд-Кашендан-Роуд в Ньютаун-Кроммелине.

## Последствия
3 июля в 00:30 в редакцию газеты The News Letter поступил анонимный телефонный звонок: говоривший сказал, что это была месть за стрельбу в Темплпатрике. По официальной версии, считается, что к этому причастны ольстерские боевики. Родственник одного из погибших заявил, что к убийству действительно причастна протестантская военизированная группировка, однако её молчание по поводу того факта, что убитыми оказались протестанты, вызывает много вопросов. В течение недели в полиции были допрошены множество людей, однако установить чью-либо причастность так и не удалось, и обвинения никому не предъявили.
В 2012 году Команда исторических расследований, которая занимается перепроверкой дел о преступлениях времён конфликта в Северной Ирландии, встретилась с семьёй Джеймса Маккалиона для выяснения подробностей происшествия. В итоге команда лишь убедилась в том, что полиция сделала всё необходимое и возможное во время расследования, но так и не добилась результата.